# Éric Maltaite
Pour les articles homonymes, voir Maltaite.
Éric Maltaite, né le 23 février 1958 à Bruxelles (province de Brabant) est un auteur de bande dessinée belge. Il est le fils de Willy Maltaite, dit Will. Éric Maltaite réside et travaille à Jávea en Espagne.

## Biographie
Éric Maltaite naît le 23 février 1958 à Bruxelles. Il est le fils de Willy et Claude Maltaite,.

### Les débuts
À partir de 1977,, il est publié dans le journal Tintin. En 1978-1979, il collabore avec Stephen Desberg sur des récits comme La Famille Herodius dans Spirou.
À partir de 1980, tous deux entament la série d'espionnage humoristique 421,. Parallèlement, à partir de février 1987, pour L'Écho des savanes, Maltaite publie avec Denis Lapière le one shot Mono Jim, qui paraît en album chez Albin Michel en 1987. Il travaille également pour le Journal de Spirou de façon épisodique.
En 1993, le tandem Desberg-Maltaite conclut l'aventure 421 avec un dixième tome publié par les éditions Dupuis. Les deux amis tentent aussitôt de lancer une nouvelle série, Carmen Lamour, chez P & T Productions. Mais seul deux tomes seront réalisés.
Le 11 janvier 1995, il lance une nouvelle série, Nationale zéro, avec Jean-Louis Janssens à l'écriture dans Spirou, l'album est publié chez Bamboo Éditions en 2008. Il réalise l'affiche du 7e festival de Cousance de décembre 1996 avec ces personnages.
Sur ses propres scénarios, Maltaite publie, en 1999, l’album Robinsonne chez Albin Michel, adaptation légère du classique de Daniel Defoe, et, en 2001, un autre one shot pour adultes, Les 1001 Nuits de Schéhérazade, de nouveau chez Albin Michel. Entre ces deux réalisations, il coordonne l'équipe de dessinateurs chargée de terminer l'album L'Arbre des deux printemps, laissé inachevé par Willy Maltaite à son décès.
Toujours en 2001, il lance une nouvelle série chez l’éditeur de BD Glénat, Zambada, mêlant aventure et exotisme, sur scénarios de Jean-Pierre Autheman. Quatre tomes sont publiés jusqu'en 2006. II passe alors chez Bamboo, où il dessine la série humoristique Les Campeurs, sur scénario de Vincent Dugomier. Cinq tomes sont publiés jusqu'en 2010. Pour ce même éditeur, l'auteur dessine deux albums de la série Les Fondus, consacrés au monde de la glisse.
Entre 2010 et 2014, il collabore avec Stéphan Colman et Batem, le tandem créatif de la série à succès Le Marsupilami, sur la série de gags Sam Speed, tantôt comme dessinateur, tantôt comme scénariste.

### Choc
En 2014, c'est avec Colman comme scénariste qu'il opère un retour au premier plan, en dessinant pour Dupuis le premier des trois tomes de Choc, préquelle dévoilant le passé de l'antagoniste mythique, créé par Will et Rosy au milieu des années 1950, du désormais classique duo de détectives Tif et Tondu.
Le 20 avril 2016, dans le Spirou no 4061, il rend hommage aux Tuniques bleues avec le récit The end scénarisé par Zidrou et utilise le pseudonyme de Richard Badhead.
Le 1er juin 2019, il dévoile la statue Choc à La Hulpe.
En mars 2020, il publie L'Instant d'après sur un scénario de Zidrou chez Dupuis.
Il réalise des carnets d'insomnie dont il offrira les originaux à une vente aux enchères au profit de la Croix-Rouge,,.
En novembre 2021, il réalise l'affiche de la seconde édition du festival d'Arvélac.
En février 2022, il publie une nouvelle série Hollywood land sur un scénario de Zidrou dans Fluide glacial, l'album est publié en octobre par Audie,. Le second tome est publié en juin 2023,,. Le même duo reste dans le même registre d'humour noir décalé et mène une charge contre le surtourisme dans le premier tome de Fuck Ze Tourists en 2025 chez le même éditeur.

### Vie privée
Éric Maltaite réside et travaille à Jávea en Espagne.

## Œuvres

### Albums de bande dessinée

#### Séries

##### Hollywoodland
- 1. Hollywoodland[24],[25],[42], Audie, coll. « Fluide glacial », Paris, 5 octobre 2022
Scénario : Zidrou - Dessin : Éric Maltaite - Couleurs : Philippe Ory -  (ISBN 979-10-38204-13-3)
- 2. Tome 2[26],[27],[28], Audie, coll. « Fluide glacial », Paris, 7 juin 2023
Scénario : Zidrou - Dessin : Éric Maltaite - Couleurs : Philippe Ory -  (ISBN 979-10-38205-64-2)

##### Fuck ze tourists
- 1. Tome 1[43],[44],[45],[46],[47], Audie, coll. « Fluide glacial », Paris, 4 juin 2025
Scénario : Zidrou - Dessin : Éric Maltaite - Couleurs : Philippe Ory -  (ISBN 9791038207295)

#### One Shots
- Ténérife[48], JM Consulting, 1994
Scénario : Jean-Marie Goeders - Dessin et couleurs : Éric Maltaite,album publicitaire.
- Robinsonne : La Naufragée[49],[50], Albin Michel, 1999 (ISBN 2-226-10998-6).
- Les 1001 Nuits de Schéhérazade[51],[52], Albin Michel, 2001 (ISBN 2-226-13022-5).
- 1. Nationale zéro[53], Bamboo, Charnay-lès-Mâcon, mars 2008
Scénario : Janssens - Dessin : Éric Maltaite - Couleurs : Lady C. -  (ISBN 978-2-350-78484-7)
- L'Instant d'après[17],[54],[55],[56], Dupuis, Marcinelle, mars 2020
Scénario : Zidrou - Dessin et couleurs : Éric Maltaite -  (ISBN 978-2-8001-7079-4).

### Affiches
- Meurtre à l'équerre - Salon Maisons-Laffitte des 8 et 9 avril 1995[67],[68],[69]
- 3e Festival del Mar de Xàbia/Jávea du 23 au 25 mai 2014[70]
- Choc sur le Lac Léman - seconde édition du festival d'Arvélac des 13 et 14 novembre 2021 à Anières[21].

## Distinctions
- 1986 :  prix avenir décerné par la Chambre belge des experts en bande dessinée[71] pour 421 ;
- 1993 :  prix d'Honneur au Festival de bande dessinée de Middelkerke à Middelkerke pour 421[72] ;
- 2014 : 
  -  Festival Polar de Cognac 2014 : prix Polar du meilleur album BD « One shot »[73] pour Les Fantômes de Knightgrave, première partie ;
  -  Stripschappenning 2014[73] : prix du meilleur album étranger pour Les Fantômes de Knightgrave, première partie ;
- 2015 :  Festival d'Angoulême 2015[73] : prix des lycéens pour Les Fantômes de Knightgrave, première partie.

#### Livres
: document utilisé comme source pour la rédaction de cet article.
- Henri Filippini, « Maltaite, Éric », dans Dictionnaire de la bande dessinée, Paris, Bordas, 1989, 731 ; 27 cm, ill. (ISBN 2-04-018455-4, OCLC 1244909550, BNF 35065653, présentation en ligne), p. 647.
- Jean Pirotte (dir.) et Luc Courtois, Du régional à l'universel. : L'imaginaire wallon dans la bande dessinée., Louvain-la-Neuve, Fondation wallonne Pierre-Marie et Jean-François Humblet, 1999, 310 p. (ISBN 978-2-9600072-3-7 et 2960007239, OCLC 1075833932), p. 238 lire sur Google Livres
- Jacques Fiérain, « Maltaite, Éric », dans La BD à Bruxelles et en Brabant, Charleroi, Éd. l'Âge d'or, avril 2003, 144 p., ill. ; 31 cm (ISBN 9782960119664 et 2960119665, OCLC 470388171, présentation en ligne), p. 97.
- Patrick Gaumer, « Maltaite, Éric », dans Dictionnaire mondial de la BD, Paris, Larousse, 2010, 953 p., ill. ; 27 cm (ISBN 978-2-0358-4331-9 et 2-0358-4331-6, OCLC 920924930, présentation en ligne), p. 553. .
- Philippe Mellot, Michel Denni, Laurent Turpin et Isabelle Morzadec, Trésors de la bande dessinée : BDM 2021-2022 - Catalogue encyclopédique et Argus, Paris, Les Arènes, novembre 2020, 22e éd., 1700 p., ill. ; 23 cm (ISBN 9791037502582, OCLC 1240308146, présentation en ligne), p. 198, 206, 247, 444, 741, 759, 784, 927, 972, 997, 1326. .

#### Périodiques
- Christian Marmonnier, « Viva Zambada », BoDoï, no 35,‎ novembre 2000, p. 16
- Manuelle Calmat, « Bagdad chicorée », BoDoï, no 49,‎ février 2002, p. 18
- Éric Maltaite (interviewé) et Hugues Dayez, « Maltaite : j'avais envie de rendre hommage à mon père », Spirou, no 3947,‎ décembre 2013
- Éric Maltraite (interviewé) et Frédéric Bosser, « Choc : une longue maturation », dBD, no 83,‎ mai 2014, p. 60-62.
- Damien Perez, « Les petits bonheurs de Éric Maltaite », Spirou, no 4023,‎ mai 2015
- Hugues Dayez, « La Jeunesse de Choc, clap deuxième ! », Spirou, no 4055,‎ décembre 2015
- Éric Maltaite (interviewé) et Sonia Déchamps, « Will, fan de femmes », Casemate, no 109,‎ décembre 2017, p. 92-95.

#### Articles
- Éric Maltaite (Nicolas Anspach), « Interview : Éric Maltaite », Auracan,‎ février 2002 (lire en ligne, consulté le 17 juin 2022)
- « Maltaite - Dessin », Dupuis,‎ février 2006 (lire en ligne, consulté le 16 juin 2022)
- Thierry Bellefroid, « 2014, la suite du bilan en bande dessinée », RTBF,‎ 12 décembre 2014 (lire en ligne, consulté le 17 juin 2022)
- Henri Filippini, « Choc : Les fantômes de Knightgrave » T2 par Éric Maltaite et Stéphane Colman », BDzoom,‎ 11 avril 2016 (lire en ligne, consulté le 16 juin 2022)
- Philippe Muri, « Éric Maltaite redonne vie à l'inquiétant M. Choc : Le dessinateur belge réactive un héros mythique. Rencontre au salon du livre », Tribune de Genève,‎ 30 avril 2016 (lire en ligne , consulté le 16 juin 2022)
- François Braibant, « Monsieur Choc : troisième volet », RTBF,‎ 21 mars 2019 (lire en ligne, consulté le 17 juin 2022)
- Jean-Laurent Truc, « Choc T3, toujours oser », ligne claire,‎ 3 avril 2019 (lire en ligne, consulté le 16 juin 2022)
- Henri Filippini, « Monsieur Choc : la boucle est bouclée … », BDzoom,‎ 9 avril 2019 (lire en ligne, consulté le 16 juin 2022)
- Éric Maltaite (Daniel Couvreur), « Éric Maltaite : «Enfant, Choc me fichait la trouille» », Le Soir,‎ 20 avril 2019 (lire en ligne , consulté le 16 juin 2022)
- Éric Maltaite (Pierre Burssens), « Entretien avec Éric Maltaite : Je ne supporterais pas d’être une sorte de fonctionnaire de la BD ! », Auracan,‎ 8 mai 2019 (lire en ligne, consulté le 16 juin 2022)
- Marc Carlot, « Une statue de Choc à La Hulpe », agendabd.com,‎ 4 juin 2019 (lire en ligne, consulté le 17 juin 2022)
- Éric Maltaite (Mathieu Van Overstraeten, chroniqueur BD sur La Une), « Éric Maltaite : "J'ai hésité 20 ans avant de reprendre Choc" », AGE-BD,‎ 7 juin 2019 (lire en ligne, consulté le 16 juin 2022)
- Jacques Schraûwen, « Choc – Les Fantômes de Knightgrave : Les origines d’un des méchants les plus intéressants de la bande dessinée ! », Bd-Chroniques,‎ 10 juin 2019 (lire en ligne, consulté le 16 juin 2022)
- Hubert Leclercq, « Monsieur Choc, l’histoire d’un vrai méchant », La Libre Belgique,‎ 11 juin 2019 (lire en ligne , consulté le 16 juin 2022)
- Pierre Burssens, « Chronique : L'Instant d'après », Auracan,‎ 19 mars 2020 (lire en ligne, consulté le 16 juin 2022)
- Alexis Seny, « Disparitions inexpliquées: L’Instant d’après, Zidrou et Éric Maltaite criaient Aline, pour qu’elle revienne », Branchés Culture,‎ 7 mai 2020 (lire en ligne, consulté le 16 juin 2022)
- François Saint-Amand, « "L'instant d'après" et "Géante", deux bandes dessinées au récit neuf et atypique », RTBF,‎ 11 mai 2020 (lire en ligne, consulté le 17 juin 2022)

### Émissions de télévision
Un soir avec Jules Bastin, de Alain  Daniel, 1988 : Invités: Les dessinateurs Will et Éric Maltaite